# Кильдеево
Кильдеево — село в Верхнеуслонском районе Татарстана. Административный центр Кильдеевского сельского поселения.

## География
Находится в западной части Татарстана на расстоянии приблизительно 29 км на юго-запад от районного центра села Верхний Услон у речки Чангара.

## История
Известно с 1565-67 годов. Первоначально принадлежало Свияжскому Троицкому монастырю. В 1792 году была построена Троицкая церковь.

## Население
Постоянных жителей было в 1646 году — 281, в 1782 — 359 душ мужского пола, в 1859 — 855, в 1897 — 1014, в 1908 — 1131, в 1920 — 1097, в 1926 — 1010, в 1938 — 673, в 1949 — 388, в 1958 — 359, в 1970 — 346, в 1979 — 330, в 1989 — 288. Постоянное население составляло 262 человекf (русские 93 %) в 2002 году, 217 — в 2010.